# Prompsat
Prompsat é uma comuna francesa na região administrativa de Auvérnia-Ródano-Alpes, no departamento Puy-de-Dôme. Estende-se por uma área de 4,23 km². Em 2010 a comuna tinha 455 habitantes (densidade: 107,6 hab./km²).